# Coppa del Brasile 2006
La Coppa del Brasile 2006 (ufficialmente in portoghese Copa do Brasil 2006) è stata la 18ª edizione della Coppa del Brasile.

## Formula
Partite a eliminazione diretta con gare di andata e ritorno. In caso di pareggio nei tempi regolamentari, passa la squadra che ha realizzato il maggior numero di gol fuori casa. Nel caso non sia possibile determinare un vincitore con la regola dei gol fuori casa, sono previsti i tiri di rigore.
Nei primi due turni (primo turno e sedicesimi di finale) se la squadra che gioca la prima partita in trasferta vince con 2 o più gol di scarto, è automaticamente qualificata al turno successivo senza dover disputare la gara di ritorno.

## Partecipanti
10 squadre ammesse tramite Ranking CBF, 54 tramite piazzamenti nelle competizioni statali.
Corinthians (2° nel Ranking CBF 2005), San Paolo (6°), Palmeiras (7°), Internacional (8°), Goiás (2° nel Campionato Goiano 2005) e Paulista (detentore del trofeo) esclusi per la partecipazione alla Coppa Libertadores 2006.

### Ranking
Squadre ammesse per il miglior piazzamento nel Ranking CBF 2005:
| Pos | Squadra          | Città          | Stato             |
| --- | ---------------- | -------------- | ----------------- |
| 1   | Grêmio           | Porto Alegre   | Rio Grande do Sul |
| 3   | Vasco da Gama    | Rio de Janeiro | Rio de Janeiro    |
| 4   | Flamengo         | Rio de Janeiro | Rio de Janeiro    |
| 5   | Atlético Mineiro | Belo Horizonte | Minas Gerais      |
| 9   | Cruzeiro         | Belo Horizonte | Minas Gerais      |
| 10  | Santos           | Santos         | San Paolo         |
| 11  | Fluminense       | Rio de Janeiro | Rio de Janeiro    |
| 12  | Botafogo         | Rio de Janeiro | Rio de Janeiro    |
| 13  | Guarani          | Campinas       | San Paolo         |
| 14  | Coritiba         | Curitiba       | Paraná            |

### Competizioni statali
Squadre ammesse per il miglior piazzamento nei campionati o nelle coppe statali:
| Stato               | Squadra (Città)                            | Motivo qualificazione                           |
| ------------------- | ------------------------------------------ | ----------------------------------------------- |
| Acre                | Rio Branco-AC (Rio Branco)                 | Vincitore del Campionato Acreano 2005           |
| Alagoas             | ASA (Arapiraca)                            | Vincitore del Campionato Alagoano 2005          |
| Alagoas             | CRB (Maceió)                               | 2° nel primo turno del Campionato Alagoano 2005 |
| Amapá               | São José-AP (Macapá)                       | Vincitore del Campionato Amapaense 2005         |
| Amazonas            | Grêmio Coariense (Coari)                   | Vincitore del Campionato Amazonense 2005        |
| Amazonas            | Nacional-AM (Manaus)                       | 2° nel Campionato Amazonense 2005               |
| Bahia               | Vitória (Salvador)                         | Vincitore del Campionato Baiano 2005            |
| Bahia               | Bahia (Salvador)                           | 2° nel Campionato Baiano 2005                   |
| Ceará               | Fortaleza (Fortaleza)                      | Vincitore del Campionato Cearense 2005          |
| Ceará               | Icasa (Juazeiro do Norte)                  | 2° nel Campionato Cearense 2005                 |
| Distretto Federale  | Brasiliense (Taguatinga)                   | Vincitore del Campionato Brasiliense 2005       |
| Distretto Federale  | Ceilândia (Ceilândia)                      | 2° nel Campionato Brasiliense 2005              |
| Espírito Santo      | Serra (Serra)                              | Vincitore del Campionato Capixaba 2005          |
| Espírito Santo      | Estrela do Norte (Cachoeiro de Itapemirim) | Vincitore della Copa Espírito Santo 2005        |
| Goiás               | Vila Nova (Goiânia)                        | Vincitore del Campionato Goiano 2005            |
| Goiás               | Mineiros (Mineiros)                        | 3° nel Campionato Goiano 2005                   |
| Maranhão            | Imperatriz (Imperatriz)                    | Vincitore del Campionato Maranhense 2005        |
| Maranhão            | Moto Club (São Luís)                       | 2° nel Campionato Maranhense 2005               |
| Mato Grosso         | Vila Aurora (Rondonópolis)                 | Vincitore del Campionato Matogrossense 2005     |
| Mato Grosso         | CEOV (Várzea Grande)                       | 2° nel Campionato Matogrossense 2005            |
| Mato Grosso do Sul  | CENE (Campo Grande)                        | Vincitore del Campionato Sul-Matogrossense 2005 |
| Mato Grosso do Sul  | Operário-MS (Campo Grande)                 | 2° nel Campionato Sul-Matogrossense 2005        |
| Minas Gerais        | Ipatinga (Ipatinga)                        | Vincitore del Campionato Mineiro 2005           |
| Minas Gerais        | URT (Patos de Minas)                       | 3° nel Campionato Mineiro 2005                  |
| Minas Gerais        | América-MG (Belo Horizonte)                | Vincitore della Taça Minas Gerais 2005          |
| Pará                | Paysandu (Belém)                           | Vincitore del Campionato Paraense 2005          |
| Pará                | Remo (Belém)                               | 2° nel Campionato Paraense 2005                 |
| Paraíba             | Treze (Campina Grande)                     | Vincitore del Campionato Paraibano 2005         |
| Paraíba             | Botafogo-PB (João Pessoa)                  | 3° nel Campionato Paraibano 2005                |
| Paraná              | Athl. Paranaense (Curitiba)                | Vincitore del Campionato Paranaense 2005        |
| Paraná              | Iraty (Irati)                              | 3° nel Campionato Paranaense 2005               |
| Paraná              | Londrina (Londrina)                        | 4° nel Campionato Paranaense 2005               |
| Pernambuco          | Santa Cruz (Recife)                        | Vincitore del Campionato Pernambucano 2005      |
| Pernambuco          | Náutico (Recife)                           | 2° nel Campionato Pernambucano 2005             |
| Piauí               | Parnahyba (Parnaíba)                       | 2° nel Campionato Piauiense 2005                |
| Piauí               | Piauí (Teresina)                           | 3° nel Campionato Piauiense 2005                |
| Rio de Janeiro      | Volta Redonda (Volta Redonda)              | 2° nel Campionato Carioca 2005                  |
| Rio de Janeiro      | Americano (Campos)                         | 3° nel Campionato Carioca 2005                  |
| Rio de Janeiro      | Cabofriense (Cabo Frio)                    | 6° nel Campionato Carioca 2005                  |
| Rio Grande do Norte | ABC (Natal)                                | Vincitore del Campionato Potiguar 2005          |
| Rio Grande do Norte | Potiguar (Mossoró)                         | 2° nella Copa RN 2005                           |
| Rio Grande do Sul   | 15 de Novembro (Campo Bom)                 | 2° nel Campionato Gaúcho 2005                   |
| Rio Grande do Sul   | Novo Hamburgo (Novo Hamburgo)              | Vincitore della Copa Emídio Perondi 2005        |
| Rio Grande do Sul   | Ulbra (Canoas)                             | 2° nella Copa Big/Brasil Telecom 2005           |
| Rondônia            | Vilhena (Vilhena)                          | Vincitore del Campionato Rondoniense 2005       |
| Roraima             | São Raimundo-RR (Boa Vista)                | Vincitore del Campionato Roraimense 2005        |
| San Paolo           | Santo André (Santo André)                  | 3° nel Campionato Paulista 2005                 |
| San Paolo           | São Caetano (São Caetano do Sul)           | 4° nel Campionato Paulista 2005                 |
| San Paolo           | Noroeste (Bauru)                           | Vincitore della Copa Paulista 2005              |
| Santa Catarina      | Criciúma (Criciúma)                        | Vincitore del Campionato Catarinense 2005       |
| Santa Catarina      | Atlético de Ibirama (Ibirama)              | 2° nel Campionato Catarinense 2005              |
| Sergipe             | Itabaiana (Itabaiana)                      | Vincitore del Campionato Sergipano 2005         |
| Sergipe             | Sergipe (Aracaju)                          | 2° nel Campionato Sergipano 2005                |
| Tocantins           | Colinas (Colinas do Tocantins)             | Vincitore del Campionato Tocantinense 2005      |

## Risultati

### Primo turno
Andata 15 e 22 febbraio 2006, ritorno 22 febbraio, 8 e 9 marzo 2006.
| Squadra 1           | Totale      | Squadra 2        | Andata | Ritorno |
| ------------------- | ----------- | ---------------- | ------ | ------- |
| Parnahyba           | 1-6         | ABC              | 0-1    | 1-5     |
| Estrela do Norte    | 1-4         | Guarani          | 1-1    | 0-3     |
| Atlético de Ibirama | 0-3         | Atlético Mineiro | 0-3    | -       |
| Mineiros            | gfc 5-5     | Americano        | 3-1    | 2-4     |
| Sergipe             | 0-3         | Santos           | 0-0    | 0-3     |
| URT                 | 4-3         | Londrina         | 3-2    | 1-1     |
| Botafogo-PB         | 1-8         | Vasco da Gama    | 1-1    | 0-7     |
| Ulbra               | 2-4         | Iraty            | 2-4    | -       |
| Cabofriense         | 2-5         | São Caetano      | 1-1    | 1-4     |
| Novo Hamburgo       | 3-4         | Criciúma         | 2-2    | 1-2     |
| Moto Club           | 1-3         | Athl. Paranaense | 1-3    | -       |
| Volta Redonda       | 3-3 7-6 dcr | América-MG       | 2-1    | 1-2     |
| Colinas             | 0-2         | Paysandu         | 0-2    | -       |
| Grêmio Coariense    | 2-5         | Vila Nova        | 2-5    | -       |
| Vila Aurora         | 0-1         | Santa Cruz       | 0-0    | 0-1     |
| Operário-MS         | 2-7         | Botafogo         | 1-2    | 1-5     |
| ASA                 | 2-3         | Flamengo         | 1-1    | 1-2     |
| Potiguar            | 4-1         | Santo André      | 2-0    | 2-1     |
| Vilhena             | 1-3         | Fortaleza        | 1-3    | -       |
| Ceilândia           | 2-1         | Bahia            | 0-0    | 2-1     |
| Serra               | 1-3         | Ipatinga         | 1-3    | -       |
| Icasa               | 1-3         | Coritiba         | 0-0    | 1-3     |
| Rio Branco-AC       | 1-5         | Náutico          | 0-1    | 1-4     |
| São Raimundo-RR     | 0-2         | Brasiliense      | 0-2    | -       |
| Itabaiana           | 1-4         | Remo             | 0-0    | 1-4     |
| Piauí               | 1-6         | Grêmio           | 1-2    | 0-4     |
| 15 de Novembro      | 4-3         | Noroeste         | 4-1    | 0-2     |
| CEOV                | 3-6         | Fluminense       | 2-3    | 1-3     |
| CENE                | 5-2         | Treze            | 2-1    | 3-1     |
| Nacional-AM         | 2-5         | Cruzeiro         | 2-5    | -       |
| São José-AP         | 0-4         | CRB              | 0-1    | 0-3     |
| Imperatriz          | 3-6         | Vitória          | 1-1    | 2-5     |

### Sedicesimi di finale
Andata 15 e 22 marzo 2006, ritorno 22 marzo, 23 marzo, 5 e 8 aprile 2006.
| Squadra 1      | Totale      | Squadra 2        | Andata | Ritorno |
| -------------- | ----------- | ---------------- | ------ | ------- |
| Mineiros       | 4-6         | Atlético Mineiro | 3-2    | 1-4     |
| Ceilândia      | 2-4         | Fortaleza        | 1-1    | 1-3     |
| Ipatinga       | 6-1         | Botafogo         | 3-0    | 3-1     |
| Náutico        | 2-0         | Coritiba         | 2-0    | 0-0     |
| Brasiliense    | 4-1         | Remo             | 3-1    | 1-0     |
| São Caetano    | 4-5         | Criciúma         | 4-1    | 0-4     |
| 15 de Novembro | 1-1 6-5 dcr | Grêmio           | 1-0    | 0-1     |
| Santa Cruz     | 4-5         | Vitória          | 2-2    | 2-3     |
| ABC            | 0-5         | Flamengo         | 0-1    | 0-4     |
| Potiguar       | 0-4         | Guarani          | 0-4    | -       |
| URT            | 1-3         | Santos           | 1-3    | -       |
| Iraty          | 3-7         | Vasco da Gama    | 2-2    | 1-5     |
| Volta Redonda  | 2-1         | Athl. Paranaense | 2-1    | 0-0     |
| CENE           | 3-5         | Fluminense       | 3-5    | -       |
| Vila Nova      | 3-2         | Paysandu         | 3-1    | 0-1     |
| CRB            | 0-2         | Cruzeiro         | 0-2    | -       |

### Ottavi di finale
Andata 12 aprile 2006, ritorno 19 e 20 aprile 2006.
| Squadra 1        | Totale  | Squadra 2      | Andata | Ritorno |
| ---------------- | ------- | -------------- | ------ | ------- |
| Flamengo         | 5-2     | Guarani        | 5-1    | 0-1     |
| Atlético Mineiro | gfc 3-3 | Fortaleza      | 0-2    | 3-1     |
| Ipatinga         | 6-2     | Náutico        | 3-1    | 3-1     |
| Santos           | 3-2     | Brasiliense    | 2-1    | 1-1     |
| Criciúma         | 1-3     | Vasco da Gama  | 1-2    | 0-1     |
| Volta Redonda    | gfc 2-2 | 15 de Novembro | 1-0    | 1-2     |
| Vila Nova        | 2-6     | Fluminense     | 2-2    | 0-4     |
| Vitória          | 2-5     | Cruzeiro       | 2-1    | 0-4     |

### Quarti di finale
Andata 26 e 27 aprile 2006, ritorno 3 e 4 maggio 2006.
| Squadra 1     | Totale      | Squadra 2        | Andata | Ritorno |
| ------------- | ----------- | ---------------- | ------ | ------- |
| Flamengo      | 4-1         | Atlético Mineiro | 4-1    | 0-0     |
| Santos        | 2-2 3-5 dcr | Ipatinga         | 1-1    | 1-1     |
| Cruzeiro      | 2-4         | Fluminense       | 2-3    | 0-1     |
| Volta Redonda | 1-2         | Vasco da Gama    | 0-0    | 1-2     |

### Semifinali
Andata 10 e 11 maggio 2006, ritorno 17 e 18 maggio 2006.
| Squadra 1  | Totale | Squadra 2     | Andata | Ritorno |
| ---------- | ------ | ------------- | ------ | ------- |
| Ipatinga   | 2-3    | Flamengo      | 1-1    | 1-2     |
| Fluminense | 1-2    | Vasco da Gama | 0-1    | 1-1     |

### Finale

#### Andata
| Arbitro: | Gaciba |

| |            | |
| Obina 60’ Luizão 62’ | Marcatori  | |
| · Diego P · Renato Silva D · Obina A · Fernando D · Ronaldo Angelim D · Leonardo Moura C · Jônatas C · Toró C · Rodrigo Arroz D · Renato C · Renato Augusto C · Júnior C · Juan C · Luizão A | Formazioni | · P Cássio · D Wagner Diniz · D Jorge Luiz · D Fábio Braz · D Diego · C Ives · C Andrade · C Ramon · C Abedi · C Morais · A Valdiram · C Ernane · A Edílson |
| Ney Franco | Allenatori | Renato Gaúcho |

#### Ritorno
| Arbitro: | Simon |

| |            | |
| | Marcatori  | 28’ Juan |
| · Cássio P · Wagner Diniz D · Jorge Luiz D · Fábio Braz D · Diego D · Ygor C · Andrade C · Abedi C · Ramon C · Valdiram A · Morais C · Ernane C · 17’ Valdir Papel A · Edílson A | Formazioni | · P Diego · D Renato Silva · D Fernando · D Rodrigo Arroz · C Leonardo Moura · C Jônatas · C Toró · A Obina · C Renato · C Renato Augusto · A Peralta · C Juan · A Luizão · C Léo |
| Renato Gaúcho | Allenatori | Ney Franco |

Flamengo vincitore della Coppa del Brasile 2006 e qualificato per la Coppa Libertadores 2007.

## Classifica marcatori
| Pos. | Giocatore     | Squadra       | Gol |
| ---- | ------------- | ------------- | --- |
| 1    | Valdiram      | Vasco da Gama | 7   |
| 2    | Giovane Élber | Cruzeiro      | 6   |
| 2    | Renato        | Flamengo      | 6   |
| 4    | Lenny         | Fluminense    | 5   |
| 4    | Mendes        | Vitória       | 5   |
| 4    | Netinho       | Náutico       | 5   |
| 4    | Rinaldo       | Fortaleza     | 5   |